# Szil
Szil is een plaats (község) en gemeente in het Hongaarse comitaat Győr-Moson-Sopron. Szil telt 1378 inwoners (2001).